# 夏拉
夏拉（義大利語：Sciara，義大利語發音：[ˈʃara]）是意大利西西里大区巴勒莫广域市的一个市镇。总面积31平方公里，人口2865人，人口密度92.4人/平方公里（2009年）。ISTAT代码为082068。